# 4分33秒楽譜出版社
4分33秒 （4分33秒がくふしゅっぱんしゃ）は、ドイツのミュンヘン市に本社を置く楽譜や音楽関連図書の出版・販売を行う出版社。

## 業務内容
名前の由来はジョン・ケージのピアノ曲：「4分33秒」から由来し前衛音楽専門の出版社をアピールしている。楽譜・音楽関連図書の出版・販売・貸譜のほか、楽曲や楽譜の著作権（版権）管理、音楽関係CDマルチメディア商品の製作・販売、コンクールとコンサート・プロダクションなども行っている。
ドイツ音楽著作権協会（GEMA・ミュンヘン）およびドイツ楽譜出版協会に加盟している。

## 主な出版物

### 書籍
- 主として前衛音楽や現代音楽向けの楽譜を出版している。
- 特に南ドイツの民族楽器のハック・ブレットなどの楽譜出版やコンクールのオルガニゼーションも盛んである。
- 詩集や演劇の台本なども作曲家向けを含めて出版している。